# Девід Келлі (сценарист)
Девід Едвард Келлі (англ. David Edward Kelley; нар. 4 квітня 1956, Вотервіль, Мен) — американський телевізійний сценарист і продюсер, лауреат одинадцяти премій «Еммі».

## Раннє життя
Девід Едвард Келлі (англ. David Edward Kelley) народився 4 квітня 1956 року в містечку Вотервіль, штат Мен, а виріс у Бельмонті, Массачусетс, де навчався в середній школі Бельмонт-Гілл (англ. Belmont Hill School).
Частина дитинства та молодості Келлі пов'язана з хокеєм, адже його батько Джек Келлі відзначений у Залі хокейної слави США. У сезоні 1972—1973 Всесвітньої хокейної асоціації, коли Джек Келлі був тренером команди «Гартфорд Вейлерс», Девід працював його помічником. Під час навчання в Принстонському університеті (випуск 1979, «політологія») Келлі був капітаном чоловічої збірної з хокею «Принстон тайгерз».
Для дипломної роботи на ступінь бакалавра Келлі обрав американський Білль про права, презентацію якого перетворив на сценічну виставу. Перед цим у вигляді віршованої поеми від представив одну з курсових робіт на тему стосунків президента Джона Кеннеді та кубинського лідера Фіделя Кастро.
Має ступінь доктора юридичних наук після навчання в Юридичній школі Бостонського університету (англ. Boston University School of Law) (не плутати з науковим ступенем).

## Творча кар'єра
У 1983 році задля розваги почав писати сценарій юридичного трилера, який у 1986 році здобув телевізійну премію, а наступного року був екранізований режисером Джаддом Нельсоном як художній фільм «Постріл від стегна».

## Основні телевізійні роботи
- 1986—1994 — Закон Лос-Анджелеса (англ. L.A. Law)
- 1992—1996 — Застава фехтувальників
- 1994—2000 — Чиказька надія
- 1997—2004 — Практика
- 1997—2002 — Еллі Макбіл
- 2000—2004 — Бостонська школа (англ. Boston Public)
- 2004—2008 — Юристи Бостона
- 2007 — Весільні дзвоники (англ. The Wedding Bells)
- 2017 — 2019 —  Містер Мерседес
- 2024 — Презумпція невинуватості